# Верхнемакаровское водохранилище
Верхнемака́ровское водохрани́лище (также Верхне-Макаровское водохранилище) — водохранилище в Свердловской области на реке Чусовой, в 485 км от её устья. Водохранилище расположено в 20 км южнее областного центра — Екатеринбурга, и служит резервом воды для его водоснабжения.

## География
Административно территория водохранилища относится к нескольким муниципальным образованиям Свердловской области: верховья в Полевском городском округе, плотина и низовья в МО Екатеринбург, а западный берег в нижней части относится к городскому округу Ревда. Плотина расположена в 2 километрах выше посёлка Чусовая, и примерно в 4 километрах южнее села Верхнемакарово.
Основные впадающие реки — Мочаловка 3-я (слева), Курганка и Ельничная (справа), впадает также несколько более мелких рек. На берегах в средней части водоёма расположено село Курганово, в котором водохранилище пересекается автодорогой Екатеринбург — Полевской. На правом берегу в низовьях гора Белостановская, в верховьях гора Крон.

## Морфометрия
Плотина земляная, длиной 747 метров, шириной 8 метров и максимальной высотой 14 метров. Нормальный подпорный уровень (НПУ) 317 метров. Полный объём водохранилища при НПУ 52,45 млн м³, полезный — 51,56 млн м³, площадь водного зеркала при НПУ — 14,31 км², длина водохранилища около 20 км, средняя глубина — 3,7 метра, максимальная — 12 метров. Площадь мелководий (участков глубиной до 2 метров) 3,76 км², площадь водосбора 1310 км². Ширина различается в разных местах: водохранилище постепенно сужается к верховью, максимальная ширина 2,5 км. Подпор водохранилища распространяется несколько выше деревни Раскуиха.

## Цели создания и использование
Верхнемакаровское водохранилище создано в 1974‒1976 годах. Основная цель создания водохранилища — обеспечение питьевого водоснабжения города Екатеринбурга в каскаде с Волчихинским водохранилищем. Верхнемакаровское водохранилище служит также резервным водоёмом для хозяйственных нужд города и осуществляет многолетнее регулирование стока. Водохранилище аккумулирует воду, подаваемую водоводом «Уфа‒Чусовая» из Нязепетровского водохранилища на реке Уфе через систему насосных станций в Западную Чусовую (левая составляющая реки Чусовой). Перекачка воды обычно производится не постоянно, а в осенне-зимний период, при недостатке накопленной воды.
Водоём используется также в рекреационных целях, он популярен у рыболовов и туристов. На берегу расположены базы отдыха «Автомобилист», «Трубник» и «Курганово». По берегам водохранилища имеются садовые участки.

## Гидрологический режим
Целевое использование водохранилища в качестве резервного водоёма обуславливает периодические колебания уровня воды летом, обсыхание мелководных участков и берегов и появление островов в его акватории, а зимой вследствие интенсивной сработки формируются обширные наледи. На мелководных участках водоём может полностью перемерзать, и лёд лежит на грунте.
Водоём подвержен сильному загрязнению. Содержание в воде загрязняющих веществ значительно превышает значения предельно допустимых концентраций, установленных для водоёмов рыбохозяйственного назначения, по нефтепродуктам, железу, цинку, марганцу, меди. Вода летом цветёт, так как периодическое обсыхание водоёма привело к практически полному отсутствию в нём высших водных растений, и у фитопланктона отсутствует конкуренция в потреблении органических веществ.

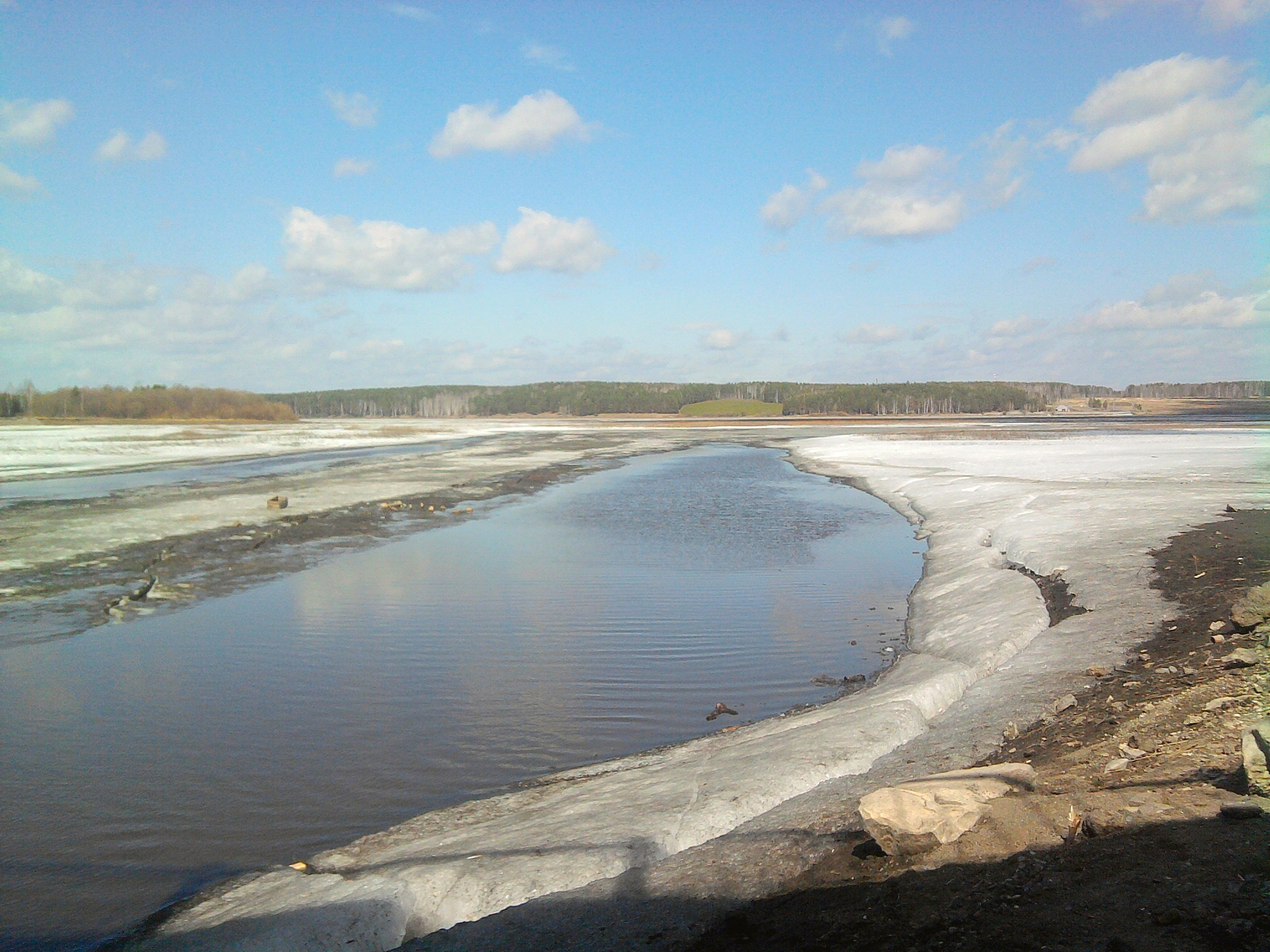
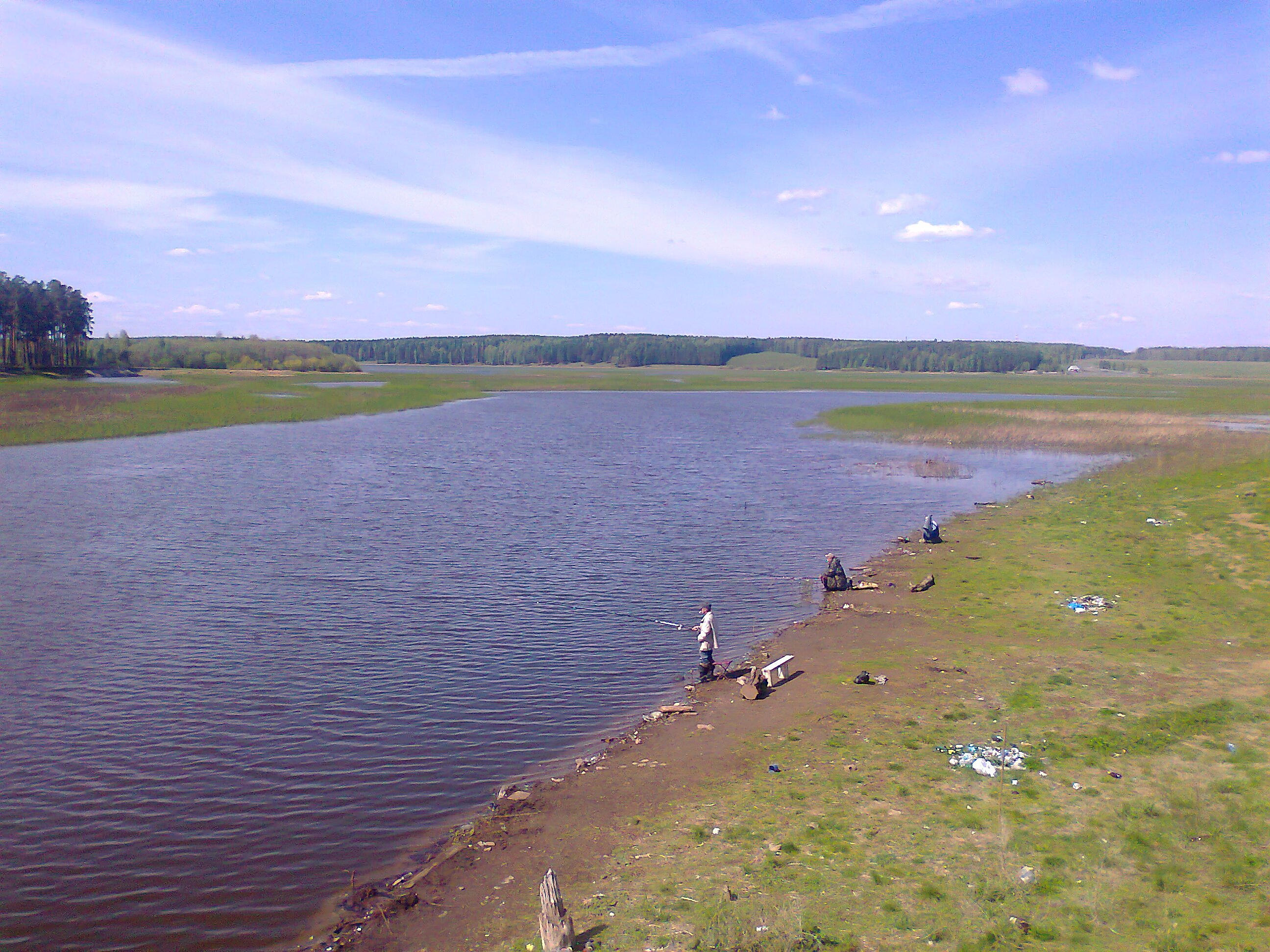
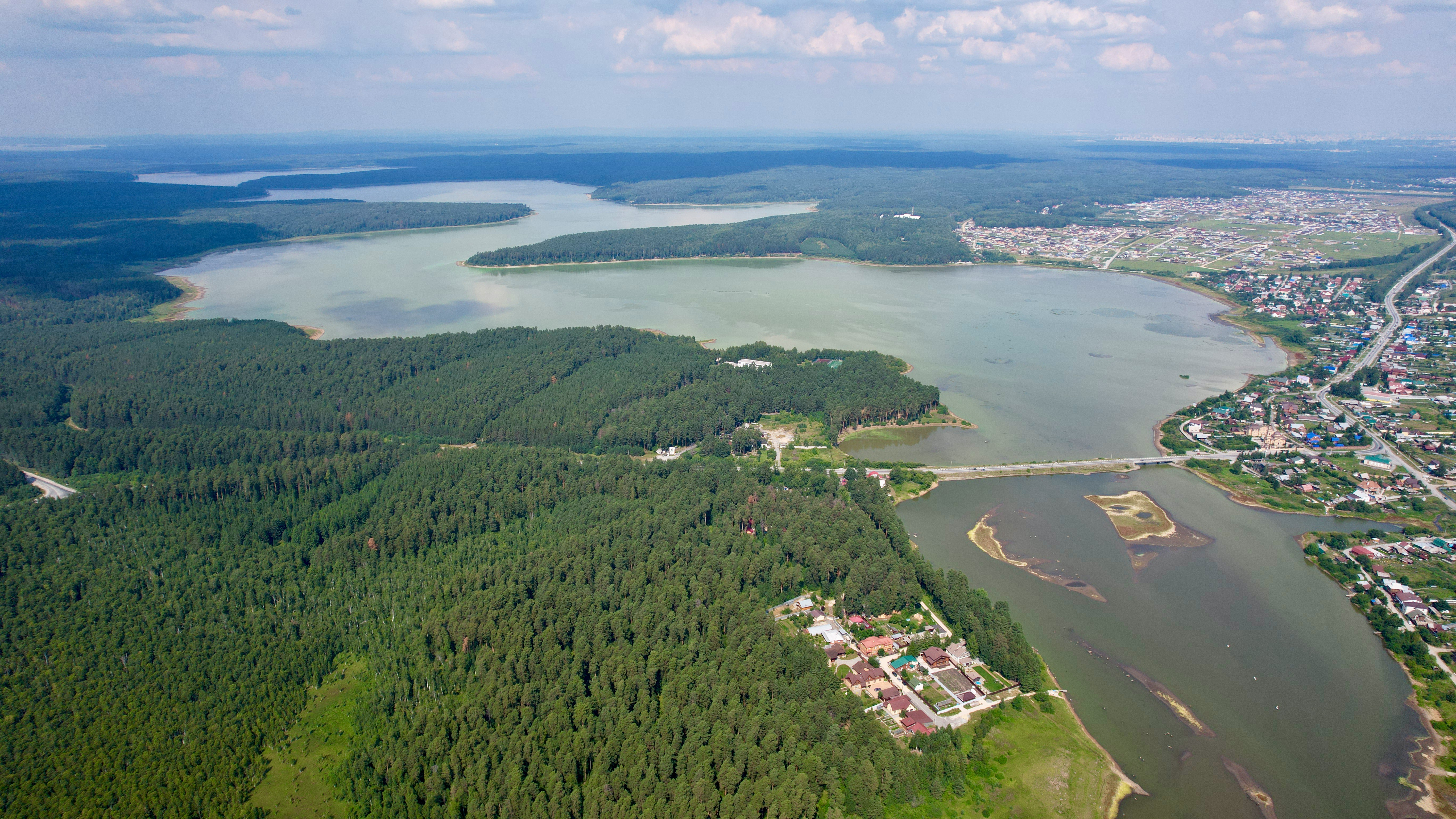
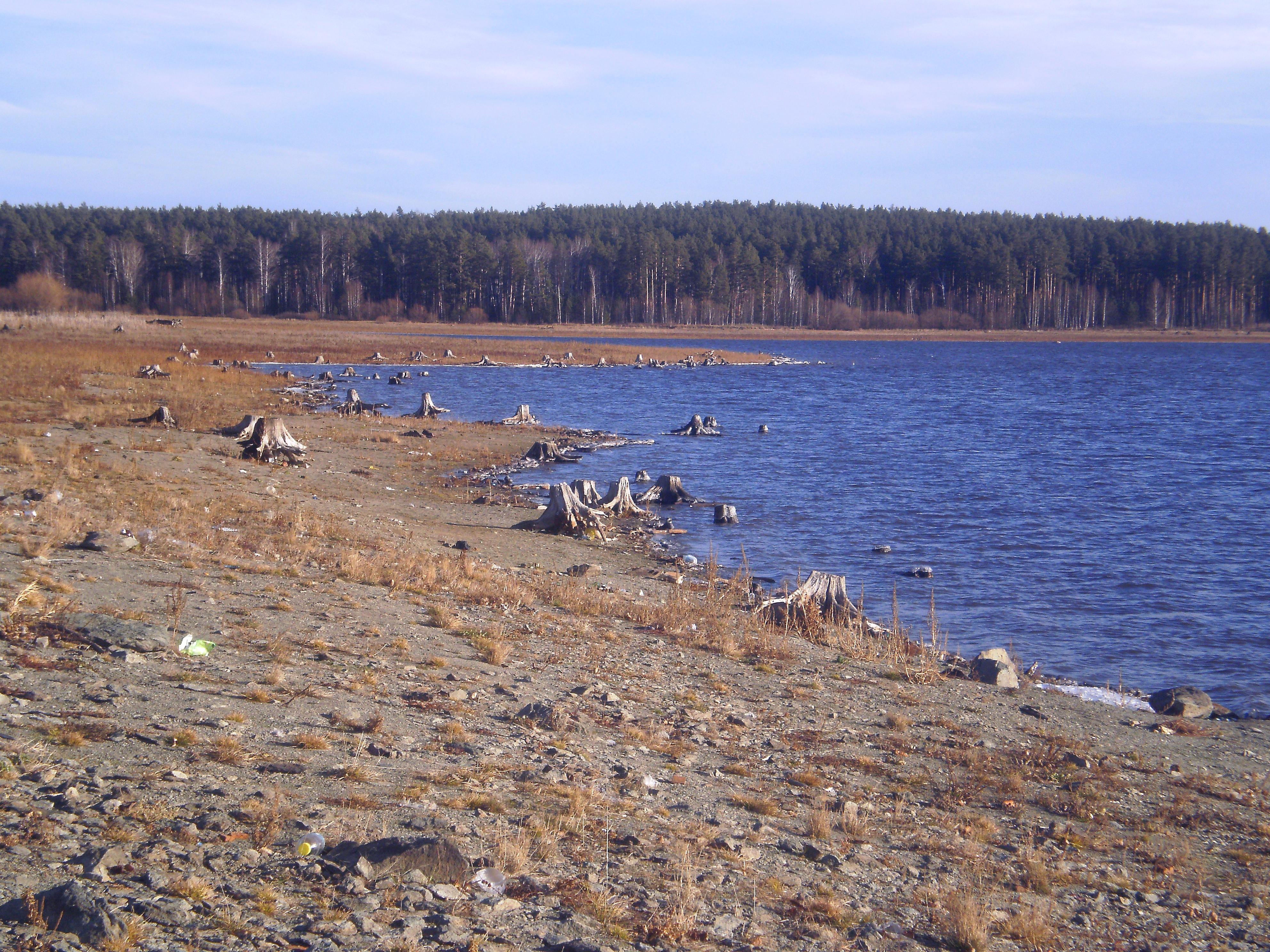
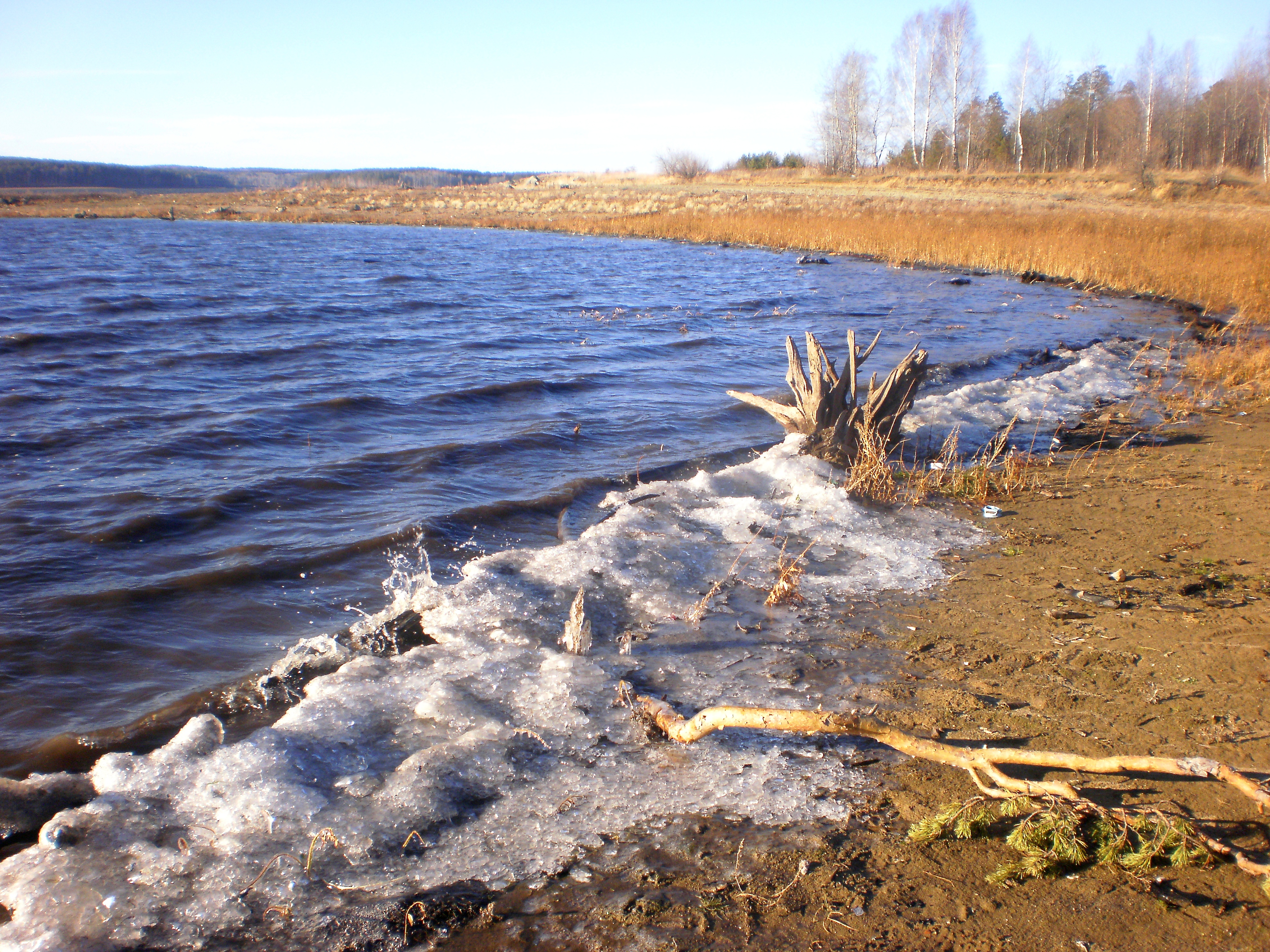
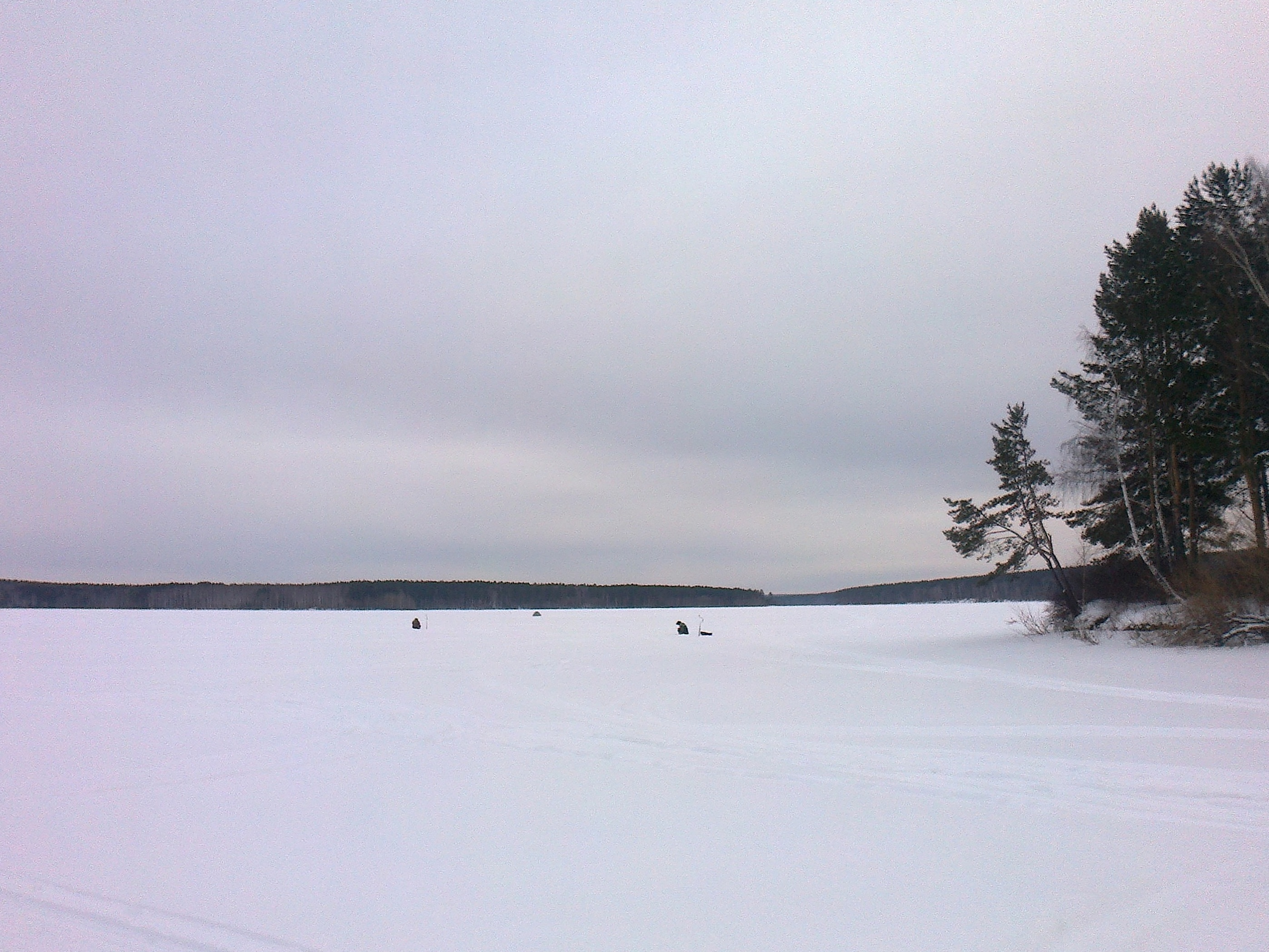

## Флора и фауна
Водосбор покрыт южнотаёжными светлохвойными лесами из сосны с примесью ели и лиственницы, частично берёзово-осиновыми. Присутствуют луга и болота (крупное болото Верхнекузикское в верховьях на левом берегу). Сельскохозяйственные угодья занимают до 15 % площади водосбора: из них пастбища ‒ 30 %, сенокосы — 30 %, пашни — 40 %.
Фитопланктон включает 71 вид и подвид водорослей: сине-зелёных — 10; золотистых — 1; диатомовых — 10; динофитовых — 2; евгленовых — 7; зелёных — 41. Высших водных растений практически нет, прибрежная растительность сформирована околоводными видами, выдерживающими длительное обсыхание грунта.
В водохранилище обитают те же виды рыб, что и в Чусовой в целом — лещ, плотва, окунь, щука, уклейка, ёрш, язь, елец. Кроме того, вселены карп и толстолобик. Отмечены также пескарь, щиповка и речной гольян.

## Охранный статус
Водохранилище и окружающие его леса являются особо охраняемой природной территорией регионального значения. Общая площадь ландшафтного заказника 6641 га. Статус определён Постановлением правительства Свердловской области № 41-ПП от 17.01.2001 года «Об установлении категорий, статуса и режима особой охраны особо охраняемых природных территорий областного значения и утверждении перечней особо охраняемых природных территорий, расположенных в Свердловской области».